# Алекс Бергантіньйос
Алекс Бергантіньйос (ісп. Álex Bergantiños, нар. 7 червня 1985, Ла-Корунья) — іспанський галісійський футболіст, півзахисник. Найбільш відомий виступами за клуб «Депортіво».

## Ігрова кар'єра
Народився 7 червня 1985 року в місті Ла-Корунья. Вихованець футбольної школи клубу «Депортіво».
У дорослому футболі дебютував 2004 року виступами за команду «Депортіво Б», у якій провів чотири сезони, взявши участь у 97 матчах чемпіонату.
Згодом з 2008 по 2011 рік грав на правах оренди у складі команд «Херес», «Гранада» та «Хімнастік».
Своєю грою за останню команду привернув увагу представників тренерського штабу клубу «Депортіво», до складу якого приєднався 2011 року. Відіграв за клуб з Ла-Коруньї наступні шість сезонів своєї ігрової кар'єри. Більшість часу, проведеного у складі «Депортіво», був основним гравцем команди.
Протягом 2017—2018 років захищав кольори клубу «Спортінг» (Хіхон).
До складу клубу «Депортіво» повернувся 2018 року, де грав до завершення кар'єри у 2023 році. Всього відіграв за клуб з Ла-Коруньї 318 матчів в національному чемпіонаті.

## Виступи за збірну
Бергантіньйос провів два матчі за неофіційну збірну Галісії.